# Дубровка (Лавровское сельское поселение)
Дубровка — деревня в Козельском районе Калужской области. Входит в состав сельского поселения «Деревня Лавровск».
Расположена примерно в 15 км к западу от города Козельск.

## Население
На 2010 год население составляло 0 человек.